# Zbigniew Lesień
Zbigniew Lesień (ur. 8 lutego 1947 w Oleśnicy) – polski aktor teatralny, filmowy i telewizyjny; ojciec aktora Michała Lesienia.

## Życiorys
W 1970 ukończył studia na Wydziale Aktorskim Państwowej Wyższej Szkoły Filmowej, Telewizyjnej i Teatralnej im. Leona Schillera w Łodzi (dyplom w 1971). Na scenie zadebiutował 14 marca 1970.
Występował na deskach Teatru im. Wojciecha Bogusławskiego w Kaliszu (1970–1973 i 1991–1994 jako dyrektor naczelny i artystyczny) oraz na scenach teatrów wrocławskich: Współczesnego im. Edmunda Wiercińskiego (1973–1975; w latach 1994–1998 także dyrektor naczelny i artystyczny), Polskiego (1975–1987) i Rozrywki (1987–1991; dyrektor artystyczny).
Występował również w Teatrze Telewizji, m.in. w Nocach i dniach Marii Dąbrowskiej w reż. Izabelli Cywińskiej jako Banasiak (1971), Eryku XIV Augusta Strindberga w reż. Macieja Prusa jako Nils Gyllenstyerna (1972), Płaszczu Nikołaja Gogola w reż. Izabelli Cywińskiej jako Afroditow (1973), Świadku oskarżenia Raymonda Chandlera w reż. Daniela Bargiełowskiego jako Harger (1980), Cieniach Michaiła Sałtykowa-Szczedrina w reż. Wiesława Wodeckiego jako Nabojkin (1981) oraz w spektaklach Mary Stuart Wolfganga Hildesheimera w reż. Remigiusza Brzyka jako Palet (2004), Afera mięsna Janusza Dymka i Roberta Mellera w reż. Janusza Dymka jako Witold Jarosiński (2007) i Operacja Reszka Włodzimierza Kuligowskiego w reż. Ewy Pytki jako generał MSW (2010). Od 2016 w serialu Komisarz Alex gra komendanta Stanisława Mędrzaka.

## Filmografia
- Słońce wschodzi raz na dzień (1967) – uczestnik zebrania
- Stawka większa niż życie (serial telewizyjny) (1968) – żołnierz ze sztabu Abwehry odprowadzający por. Hansa Klossa na kwaterę (odc. 11. Hasło)
- Jak rozpętałem drugą wojnę światową (1969) – więzień stalagu (cz. 1. Ucieczka)
- Książę sezonu (1970) – zawiadowca stacji
- Kto wierzy w bociany? (1970) – wczasowicz Roman
- Uciec jak najbliżej (1972) – Krzysiek
- Śledztwo (1973) – Colls
- Najważniejszy dzień życia (1974) – Antoni Grzebiak (odc. 8. Złoto)
- Partita na instrument drewniany (1975) – oficer dyżurny
- Żelazna obroża (1975) – rysownik Artur
- A jeśli będzie jesień (1976) – Kazimierz, współpracownik Karola na budowie
- Blizna (1976) – socjolog
- Dagny (1976) – świadek na ślubie Przybyszewskiego
- Indeks. Życie i twórczość Józefa M. (1977) – Andrzej
- Milioner (1977) – kolega Józefa
- Próba ognia i wody (1978) – inżynier Szymanek
- Ślad na ziemi (serial telewizyjny) (1978) – gość na uroczystości złotych godów rodziców Jasparskich (odc. 5. Złote gody)
- Test pilota Pirxa (1978) – I pilot John Calder, członek załogi „Goliatha”
- Gazda z Diabelnej (serial telewizyjny) (1979) – oficer MO (odc. 2. i 6.)
- Słodkie oczy (1979) – milicjant legitymujący Kowala w ośrodku wypoczynkowym
- Strachy (serial telewizyjny) (1979) – Witold Koterba, aktor grający w filmie
- Śnić we śnie (1979) – Michał, kierownik domu kultury
- On, ona, oni (1981) – Herman, były mąż Magdy
- Hotel Polanów i jego goście (Hotel Polan und seine Gäste) (1982) – dyrektor Steinitz
- Szkoda twoich łez (1983) – aktor na planie filmowym
- Menedżer (film) (1985) – Zdzisław Szczurowski, kierownik techniczny w „Goncie”
- Przyłbice i kaptury (serial telewizyjny) (1985) – Peter Vogelweder:
  - odc. 3. Pożoga,
  - odc. 4. Przerwane ogniwo,
  - odc. 5. W gnieździe wroga,
  - odc. 6. W cudzej skórze,
  - odc. 7. Zemsta boga Kurho,
  - odc. 8. A wężowi biada,
  - odc. 9. Jutro bitwa.
- Sezon na bażanty (1985) – uchodźca Benek
- Blisko, coraz bliżej (serial telewizyjny) (1986) – hauptsturmführer Otto Schramm:
  - odc. 16. Nasi są daleko. Rok 1943,
  - odc. 17. Przyjazna hałda. Rok 1944,
  - odc. 18. Ta zima była gorąca. Rok 1945.
- Biały smok (Legend of the White Horse) (1986) – Peter
- Klątwa Doliny Węży (1987) – Noiret
- Bal na dworcu w Koluszkach (1989)
- Konsul (1989) – „attaché” Krzysztof Jankowski
- Ostatni prom (1989) – SB-ek w porcie
- Powrót wilczycy (1990) – Onufry, służący Ziembalskich
- Zabić na końcu (1990) – dyrektor zakładu
- Pogranicze w ogniu (serial telewizyjny) (1991) – hauptman Fierbain, dowódca niemieckiego kontrwywiadu (odc. 18., 19. i 21.)
- Królowa złodziei  (Marion du Faouët – chef de voleurs) (1997) – Le Troubandour
- Lokatorzy (serial telewizyjny) (2000–2004) – ojciec Jacka:
  - odc. 10. Żegnaj Warszawo,
  - odc. 185. Jaki ojciec taki syn.
- Nie ma zmiłuj (2000) – kierownik sklepu osiedlowego
- O czym szumią kierpce (2000) – golfista prezes (odc. 1. Bolek i Lolek)
- Świat według Kiepskich (serial telewizyjny) (2000–2011):
  - odc. 24 Złoty gol – trener,
  - odc. 364 Krew z krwi, kość z kości – ojciec.
- Gorący temat (2002–2003) – dwie role:
  - Ryszard Musiał,
  - Bogdan Hamer, sobowtór Musiała.
- Na dobre i na złe (serial telewizyjny) (2002–2003) – Jan Kurowski, ojciec Igora:
  - odc. 108. Cena zdrowia,
  - odc. 118. Sądny dzień,
  - odc. 138. Wspólna sprawa.
- Fala zbrodni (serial telewizyjny) (2004) – Grzegorz „Książę” (odc. 20. Narkotyki)
- Pierwsza miłość (serial telewizyjny) (2004–2011) – Ignacy Dąbrowski, przywódca prawicowej partii „Przymierze Polaków”, wicemarszałek Sejmiku Samorządowego Województwa Dolnośląskiego
- Pensjonat pod Różą (opera mydlana) (2005) – Eryk Miler, dyrektor Domu Spokojnej Starości „Dolina Tęczy” (odc. 37–38, 48–49 51–52, 56 i 60–61)
- Egzamin z życia (serial telewizyjny) (2006–2007) – Roman, właściciel firmy fonograficznej „Rubin Records” (odc. 67. i 73.)
- Fundacja (2006) – poseł wrażliwy na sprawy społeczne
- Prawo miasta (serial telewizyjny) (2007) – Filip Marzec (odc. 14–17)
- Daleko od noszy (sitcom) (2008) – redaktor naczelny czasopisma „Przyszłość bez tajemnic” (odc. 145. Siła horoskopów)
- Miłość na wybiegu (2009) – ksiądz
- Nowa (serial telewizyjny) (2010) – Dariusz Wujec „Wuj” (odc. 2. Partnerzy)
- Ojciec Mateusz (serial telewizyjny) (2010) – Orski, właściciel radia, ojciec Sylwii (odc. 48. Śmierć na żywo)
- Ojciec Mateusz (serial telewizyjny) (2012) – biznesmen Bohdan Bursztyn (odc. 105. Artykuł)
- Bilet na Księżyc (2013) – kierownik ośrodka kultury
- Prawo Agaty (2015) – Andrzej Łopuch, prezes firmy remontowej (odc. 89)
- Komisja morderstw (2016) – Szczypiński „Soluś” (odc. 11)
- Komisarz Alex ( 2016-2024) – komendant Stanisław Mędrzak
- Leśniczówka ( 2018-2024) – ksiądz Wiktor Huryn
- Klan (od 2021) – Szczepan Pietkiewicz, amerykanin białoruskiego pochodzenia, biologiczny ojciec Mildy

## Dubbing
- 2021: Spider-Man: Bez drogi do domu – Otto Octavius / Doktor Octopus[1]

## Odznaczenia i nagrody
- Brązowy Krzyż Zasługi (1976)
- Nagroda dla młodego aktora ufundowana przez SPATiF na X Kaliskich Spotkaniach Teatralnych w Kaliszu za rolę Sawy w spektaklu Sen srebrny Salomei Juliusza Słowackiego w Teatrze im. Wojciecha Bogusławskiego w Kaliszu (1970)
- Nagroda Srebrna Iglica − dwukrotnie (1983, 1987)
- Nagroda na XXXIII KST w Kaliszu za rolę tytułową w spektaklu Sztukmistrz z Lublina Isaaca Bashevis Singera w Teatrze im. Wojciecha Bogusławskiego w Kaliszu (1993)
- Nagroda na XXXIV KST w Kaliszu za rolę McMurphy’ego w spektaklu Lot nad kukułczym gniazdem Dale’a Wassermana w Teatrze im. Wojciecha Bogusławskiego w Kaliszu (1993)
- Nagroda Brązowa Iglica dla najpopularniejszego aktora Wrocławia (1997)
- Nagroda za epizod w spektaklach wrocławskich – rolę Saula Fitelberga w Doktorze Faustusie Tomasza Manna przyznana z okazji Międzynarodowego Dnia Teatru